# Consuelo González
Consuelo González de Perdomo (* 20. Juli 1950 in Pitalito, Kolumbien) ist eine kolumbianische Politikerin der Partido Liberal Colombiano, die am 10. September 2001 entführt und am 10. Januar 2008 von FARC-Rebellen freigelassen wurde.

## Leben
Consuelo González ist Mitglied der Partido Liberal Colombiano (deutsch: Liberale Partei Kolumbien). Erst war sie Abgeordnete im südwestkolumbianischen Departamento del Huila. 1998 wurde sie ins Parlament nach Bogotá, den Congreso de la República, gewählt. Sie war verheiratet mit Jairo Perdomo und ist Mutter zweier Töchter, Patricia Helena und María Fernanda.

### Entführung
Am 10. September 2001 wurde Consuelo González von der Guerillaorganisation FARC in der Nähe der Stadt Neiva mit ihrem Fahrer entführt. Am nächsten Tag wurde der Fahrer wieder freigelassen. Ihr Ehemann Jairo Perdomo starb am 4. Januar 2003. Dies erfuhr sie aus dem Radio. Das letzte Lebenszeichen von Consuelo González war ein Video von August 2003. Seitdem blieb sie im Dschungel verschwunden.

### Freilassung
Nach monatelangen Verhandlungen mit der FARC gelang dem venezolanischen Präsidenten Hugo Chávez die Freilassung von Consuelo González und Clara Rojas, der früheren Wahlkampfleiterin von Íngrid Betancourt, mit der sie am 23. Februar 2002 verschleppt wurde. Am 10. Januar 2008 kam sie nach über sechs Jahren frei. Ein erster Befreiungsversuch der Frauen war am 31. Dezember 2007 gescheitert. Die beiden Frauen wurden nach ihrer Freilassung in Caracas gefeiert.